# Fouquereuil
Fouquereuil é uma comuna francesa na região administrativa de Altos da França, no departamento de Pas-de-Calais. Estende-se por uma área de 2,01 km². Em 2010 a comuna tinha 1 612 habitantes (densidade: 802 hab./km²).